# Деметрий (войник)
Вижте пояснителната страница за други личности с името Деметрий.
Деметрий (на старогръцки: Δημήτριος) е войник на македонския цар Александър Велики.
Вероятно е брат на македонския пълководец Антигон I Монофталм. Той е един от седемте телохранители на царя. През 330 г. пр. Хр. той е заподозрян по време на планувания заговор против Александър на Димна като привърженик на Филота и Александър го освобождава от службата му.  Въпреки защитите той е осъден на смърт и екзекутиран. 
Неговата служба след това е дадена на Птолемей.